# Álvaro de Oyón
Álvaro de Oyón fue un conquistador español que se rebeló contra la corona española. Fue ejecutado mediante ahorcamiento en Popayán el tres de noviembre de 1553. Su revuelta es considerada el primer acto de sublevación contra la corona española en los actuales territorios de Colombia.

## Biografía
Según documentos de archivo, Oyón era natural de la Villa de Moguer y nieto de Oyón el comunero rudo. Fray Pedro Simón lo describió como mediano de cuerpo, arrogante, atrevido y tenido por valiente por sus pares. De Oyón se conoce que participó de la Conquista del Perú bajo órdenes de Francisco Pizarro. Fue vecino de Almaguer en donde tuvo enfrentamientos con otros soldados saliendo herido, lo cual lo obligó a asilarse en varios conventos hasta llegar a Cali. En Cali hizo amistad con Sebastián Quintero y se enlistó bajó sus órdenes en las campañas de conquista y pacificación.

## Revuelta
Oyón tomó parte en la fundación de San Sebastián de la Plata por parte del capitán Sebastián Quintero en 1552. Quintero envió a Oyón a Santafé para la aprobación de las encomiendas por parte de la Real audiencia y para reclutar tropas que ayudaran a defender la ciudad de los ataques de las poblaciones indígenas. Los oidores de la audiencia modificaron las disposiciones de tales encomiendas en perjuicio de Oyón. Dicho acontecimiento generó resentimiento en Oyón el cual regresó a la Plata y se alzó en armas con el apoyo de 20 hombres, tomado por asalto las cajas de difuntos en la ciudad de San Sebastián de la Plata asesinado a Quintero y otros soldados. Tras su exitoso ataque, Oyón atacó la ciudad de Timaná y ejecutó a su representante de justicia Diego López Trujillo, pasando luego Neiva donde dio muerte a su alcalde y los regidores del cabildo. Las arengas de Oyón en sus tomas prometían cambiar las colonias y cortar las cabezas de cuantos oidores y capitanes buscaran interponerse.
Oyón llegó a Popayán junto a 65 soldados en vísperas del Día de Todos los Santos con la intención de atacar en la noche. En Popayán estaban advertidos de la llegada de Oyón, por lo que sus soldados y civiles respondieron en armas a su arremetida. Ante la respuesta defensiva en Popayán, Oyón y sus soldados heridos se rindieron al amanecer. Tras las confesiones de todos los capturados, a los arrepentidos les cortaron extremidades, fueron castigados con látigos y luego desterrados. Diecisiete hombres fueron colgados y Oyón junto a sus tres capitanes fueron luego descuartizados.